# Oculocornia
Oculocornia orientalis es una especie de araña araneomorfa de la familia Linyphiidae. Es el único miembro del género monotípico Oculocornia.

## Distribución
Es un endemismo de Rusia, donde se encuentran en Primorie.